# フィンセント・ライメン
フィンセント・ライメン（Vincent Rijmen, オランダ語発音: [ˈrɛi̯mə(n)]; 1970年10月16日 - ）は、ベルギー人の暗号学者で、AESに選定されたRindaelの開発者の一人である。ライメンはまた暗号学的ハッシュ関数であるWhirlpoolや、Anubis、KHAZAD、Square、NOEKEON、SHARKと言ったブロック暗号の共同制作者でもある。
ライメンは1993年、ルーヴェン・カトリック大学(K.U.Leuven)で電子工学の学位を取得した。その後、同大学のESAT/COSIC（Computer Security and Industrial Cryptography）研究所で博士課程の学生となり、1997年に博士論文「繰り返しブロック暗号の暗号解析と設計(Cryptanalysis and Design of Iterated Block Ciphers)」を提出した。
博士号を取得後、COSIC研究所で研究を続け、ホァン・ダーメンと何度も共同で研究を行った。彼らの共同プロジェクトのひとつに、2000年10月にアメリカ国立標準技術研究所(NIST)によってAESに選定されたRijndaelブロック暗号がある。
2001年8月以降、ライメンは電子商取引分野の暗号を専門とするソフトウエア企業であるen:Cryptomathicにて主任暗号学者として働いている。また2001年から2003年までオーストリアのグラーツ工業大学応用情報処理通信研究所の客員教授であり、2004年から2007年までは正教授であった。2007年10月より、ルーヴェン・カトリック大学にて准教授（あるいは上級講師、hoofddocent)となり、COSIC研究所にて再度働くことになった。
2002年、MITテクノロジー・レビューは、35歳以下の世界でトップ100人のイノベーターであるTR100の一人にライメンを選んだ。